# Čedomir Janevski
Čedomir "Čede" Janevski (en macedoni: Чедомир Јаневски; Skopje, 3 de juliol de 1961) és un entrenador de futbol macedoni. Actualment, és el seleccionador de la selecció de futbol de Macedònia del Nord. Abans també havia estat jugador de futbol, que va jugar de defensa en diversos equips.

## Carrera

### Com a jugador
Janevski era considerat un defensa contundent, un d'aquells típics centrals que produïa el futbol iugoslau de la dècada de 1980.
Durant els primers anys, Čedomir Janevski va jugar als equips macedonis del FK Skopje i del FK Vardar, aconseguint amb aquest darrer guanyar la lliga de Iugoslàvia la temporada 1986-1987.
El 1989 Janevski va iniciar un periple internacional que el va portar a jugar, principalment, a Bèlgica. Després d'un breu període al Club Bruges, el jugador macedoni va fitxar per un altre equip belga, el Charleroi SC. Un breu parèntesi el va portar a l'Istanbulspor turc, però aviat tornaria a Bèlgica per jugar al Lokeren.

### Com a entrenador
Després de la seva carrera futbolística, Čedomir Janevski va rebre la llicència d'entrenador professional de la UEFA, convertint-se, a més a més, en l'entrenador del Bruges. Després va ser entrenador de l'Olimpiakos grec, de l'Estrella Roja de Belgrad serbi i de l'Enosis Neon Paralimni de Xipre, abans de convertir-se en el seleccionador nacional de Macedònia.